# RS-851
Pour les articles homonymes, voir Route 851.
La RS-851 est une route locale du Nord-Est de l'État du Rio Grande do Sul. Elle relie la RS-129 au district de Rio Carreiro de la municipalité de Serafina Corrêa. Elle dessert cette seule commune, et est longue de 9,720 km.